# Curling na Zimních olympijských hrách 1932
Curling na zimních olympijských hrách 1932 byl ukázkovým sportem. Soutěže se konaly na sportovišti Olympic Indoor Arena v Lake Placid. Soutěžilo osm týmů ze dvou zemí (4 americké a 4 kanadské týmy). Každý kanadský tým hrál proti každému americkému týmu. 

## Pořadí zemí
| Pořadí | Země         | 1. místo | 2. místo | 3. místo | Celkově |
| ------ | ------------ | -------- | -------- | -------- | ------- |
| 1.     | Kanada (CAN) | 1        | 1        | 1        | 3       |
|        | Celkem       | 1        | 1        | 1        | 3       |

## Ukázkové soutěže
| Disciplína  | 1. místo                                                                                      | 2. místo                                                                                      | 3. místo                                                                                 |
| ----------- | --------------------------------------------------------------------------------------------- | --------------------------------------------------------------------------------------------- | ---------------------------------------------------------------------------------------- |
| turnaj muži | Kanada (CAN) Manitoba · William H. Burns · James L. Bowman · Robert B. Pow · Errick F. Willis | Kanada (CAN) Ontario · E.F. George · Frank P. McDonald · Archibald Lockhart · Russell G. Hall | Kanada (CAN) Québec · William Brown · T. Howard Stewart · John Leonard · Albert Maclaren |